# Avery Moss
Avery Moss (Compton, 16 settembre 1994) è un giocatore di football americano statunitense che milita nel ruolo di defensive end per i Miami Dolphins della National Football League (NFL).

## Carriera professionistica

### New York Giants
Moss al college giocò a football alla Youngstown State University dal 2015 al 2016. Fu scelto nel corso del quinto giro (167º assoluto) nel Draft NFL 2017 dai New York Giants. Debuttò come professionista subentrando nella gara del quinto turno contro i Los Angeles Chargers senza fare registrare alcuna statistica. Nella settimana 7 contro i Seattle Seahawks forzò il suo primo fumble e sette giorni dopo disputò la prima gara come titolare contro i Los Angeles Rams, terminando con un massimo stagionale di 6 tackle.

### Miami Dolphins
Nel 2019 Moss firmò con i Miami Dolphins.